# Ilse DeLange
Ilse Annoeska de Lange, ismertebb nevén Ilse DeLange (Almelo, 1977. május 13. –) holland country és pop-rock énekes-dalszerző.  A The Common Linnets énekeseként a 2014-es Eurovíziós Dalfesztivál második helyezettje lett.

## Életrajz
Ilse Annoeska de Lange 1977. május 13-án született Almelóban, Hollandiában. Pályafutását 8 évesen kezdte tátikaművészként, amellyel több versenyt is megnyert. DeLange nagyobb figyelmet kapott azután, hogy élő hangra váltott mind a regionális, mind az országos tehetségkutató műsorokban Hilversumban, a városban, ahol a legtöbb holland tévéműsort rögzítik. Ez segítette néhány élő előadáshoz a nemzeti televízióban. Duót alapított Joop van Liefland gitárossal, aki megmutatta neki a country zenét. 1994 tavaszán Ilse részt vett az éves ossi SCPO tehetségkutatón. Ott Joop van Liefland gitárossal együtt zenélt, és nyert a szóló kategóriában. Az SCPO állandó zsűrijében John Smulders és Henk Korsten (Country Gazette) zenészek-zenei újságírók voltak.
1994-ben DeLange fellépett a Dutch Country Music Awards díjátadón. A pozitív visszajelzések ellenére nem haladt előre a karrierje. Felvette a kapcsolatot a Warner Music munkatársaivel, de több évnyi tárgyalásába telt, mire úgy döntöttek, hogy szerződést kötnek vele. Ugyanebben az évben részt vett a "Zangfestival der Onbekenden-en" ("Az ismeretlen dalversenyen") a holland Eindhoven városában. Holly Dunn Daddy's Hands és Trisha Yearwood The Song Remembers When című dalainak megvalósításával megnyerte a versenyt, és lehetőséget kapott egy demó rögzítésére. 1996-ban DeLange-re felfigyelt a holland BMI Music lemezcég A&R-menedzsere, Henk-Jan Smits. Meggyőzte, hogy csatlakozzon a Wij alkalmi popcsoporthoz, és kiadták a "De Oorlog Meegemaakt" ("Háború tapasztalata") című kislemezt. A kislemez azonban nem került be a holland Top 40-be.

### 1998–1999: Áttörésa World of Hurttalésa Dear Johnnal
1998-ban, miközben a Cash On Delivery csoport tagja volt, Nashville -be, az Egyesült Államokba látogatott, hogy felvegye World of Hurt című debütáló albumát Barry Beckett vezető producerrel. Hollandiában ismert lett, mert albumát a country zene fővárosában rögzítették. Részben ezért is első kislemeze, az I'm Not So Tough a toplistákra került, és a 35. helyen végzett a holland Top 40-ben. Albuma nagy siker volt hazájában, mert 5× platinalemez lett. Hollandiában Ilse-t 1999-ben elért zenei sikeréért TMF-díjjal és Edison-díjjal jutalmazták. Bár az album hatalmas siker volt, a következő kislemezek a World of Hurt, az I'd Be Yours és a When We Don't Talk nem kerültek a listákra. Sajnos a World of Hurt nem jelent meg az Egyesült Államokban, annak ellenére, hogy Vince Gill vendégénekét, valamint Beth Nielsen Chapman World of Hurt című dalának Ilse feldolgozását, valamint Patty Larkin Lonely Too című számát érdeklődés övezte.
Egy évvel ezután DeLange kiadta a Dear John élő albumát, amely többek közt John Hiatt feldolgozásait mutatta be, a "Marlboro Flashbacks"-en történt nagyon sikeres fellépés nyomán. A Marlboro dohánymárka promóciós jelleggel szervezte a turnét, és híres holland énekeseket kért fel, hogy dolgozzák fel kedvenc előadójukat. Ilse még egy mini turnén is részt vett az album támogatására, amely több hónapig tartott 1999-ben. Az album platinalemez lett Hollandiában (80 000 eladott példányszámmal).

### 2000–2002:Livin' on Loveés a fáradtság
2000 közepén egy új albumról kezdtek pletykák terjedni. Az album első kislemeze, a Livin' on Love (írók: Craig Fuller és Gary Nicholson) 2000 októberében jelent meg, és a 37. helyen végzett a holland Top 40 -ben. Novemberben jelent meg Livin' on Love című második stúdióalbuma, amely zeneileg eltávolodott a korábbiaktól, és inkább a pop/rock felé hajlott. A country zenei szcénát nem mozgatta meg annyira ez az album. Bár az albumot nagyon reklámozták, nem tudta felvenni a versenyt a World of Hurt sikerével, amely az 5. helyre érkezett be, de még így is platinalemez lett. A második kislemez, az I Still Cry nem lett toplistás. 2001-ben DeLange elindította Livin' on Love megnevezésű turnéját, ahol hazájában számos színházban és koncertteremben lépett fel.
Eközben a Warner Music megkísérelte ezt a kiadványt népszerűsíteni, mint "nagy áttörését" az Egyesült Államokban. Bár a "World Of Hurt"-öt az Egyesült Államokban szándékozták megjelentetni, az amerikai lemezkiadók úgy gondolták, hogy az album túlságosan régimódi. Ilse a "Livin' on Love" megjelenésében reménykedett, de az album ismeretlen okok miatt szintén nem jelent meg. Voltak pletykák, hogy az amerikai kiadónak nem tetszett az album pop/rock hangzása. Az üzleti problémák és a nehéz turnék miatt DeLange fizikailag kimerült. A Paradisóban (Amszterdam) egy fellépésen elment a hangja, és érzelmektől hevesen azt mondta rajongóinak, hogy nem tudja folytatni ezt a fellépést. Az orvos tanácsára néhány hétig pihent.

### 2003:Clean Upés kisebb sikertelenség

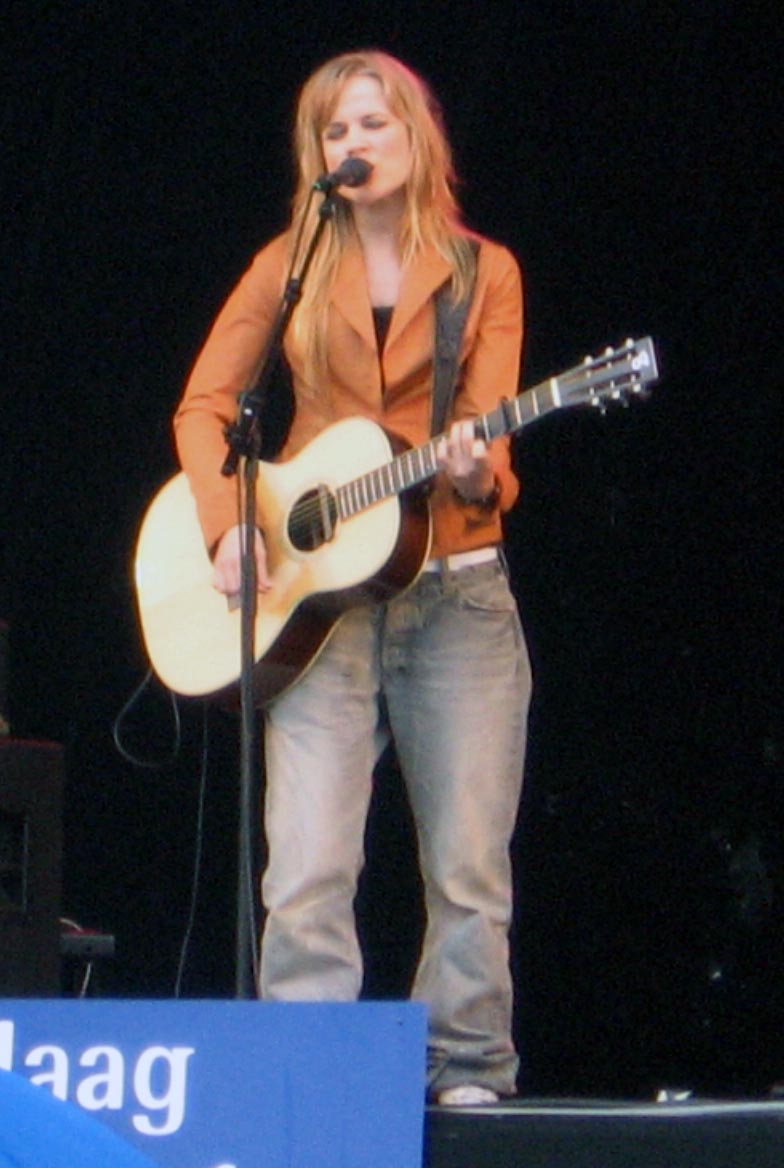
Ilse DeLange a Parkpopban 2006-ban

2002-ben DeLange és párja, Bart Vergoossen, aki élőzenekarának dobosa, kilenc hónapra Amerikába utazott, hogy egy új albumon dolgozzanak. Az előkészületek során DeLange nagyobb kreatív szerepet vállalt zenéjében, beleértve a teljes album dalszerzői munkáját. Szerzeményei önéletrajzi jellegűek voltak, az énekesnő magánéletéről szóltak. 2003 áprilisában kiadta a Clean Up-ot, harmadik stúdióalbumát. Ez az album azzal a pop/rock hangzással folytatódott, amellyel a Livin' on Love-on kísérletezett. Az album a listák első helyén debütált, és aranylemez lett. A siker ellenére az első kislemez, a No Reason To Be Shy kereskedelmi kudarc lett, és a lemezcég úgy döntött, hogy nem ad ki további kislemezeket, inkább egy válogatásalbumra koncentrál. Ez az album ugyanabban évben, októberben jelent meg, és a Here I Am címet kapta. Az albumhoz két kislemez született, a Shouldn't That Be Something és az All The Answers, amelyek kereskedelmi szempontból egyaránt melléfogásnak bizonyultak.

### 2004–2007: Új lemeztársaság keresése ésa The Great Escape
2004 elején a Warner Music lemezcég holland részlege megszűnt, Ilse pedig elvesztette a szerződését. Néhány hónappal később együttműködött a Blue című dalban Zucchero olasz énekessel. A dal közepes sikert aratott Hollandiában, a 23. helyet érte el a holland Top 40-ben.  Nem mondtak semmit új lemezszerződésről, de Ilse kijelentette, hogy a jövője fontos neki, és dolgozik rajta.
2005 végén turnéra indult anélkül, hogy új albumot adott volna ki, és lemeztársaságot sem hozott létre. Minden koncertjegy elkelt. Patrick Leonard producerrel egy új albumon kezdett el dolgozni, ami segített az új lemezszerződés megszületésében. Még abban az évben szárnyra kelt az információ, hogy Ilse szerződést írt alá a Universal Music- kal. 
Első kiadása az új kiadónál a The Great Escape volt, amely a 11. helyen végzett a holland Top 40-ben. 2006. június 16-án jelent meg negyedik stúdióalbuma, a The Great Escape. A megjelenése után csupán egy héttel aranylemez lett, és hónapokkal később kétszeres platinalemez lett. Szeptemberben jelent meg a második kislemeze, a The Lonely One, amely a 12. helyen végzett a Top 100-as listán. A harmadik kislemeze, az I Love You 2007 februárjában jelent meg, és a 23. helyen végzett Hollandia 40-es toplistáján. A dal a Steel Magnolias holland filmadaptáció filmzenéi közé került be. Aztán a Reach for the Light című dalt csak promóciós kislemezként adták ki, ennek ellenére az 51. helyen végzett. 2007 októberében kiadott egy élő albumot, amely egyszerűen csak Live névre hallgatott.

### 2008–2010:IncredibleandNext to Me EP
2008-ban Ilse bejelentette, hogy a svédországi Göteborgban új albumot ír és rögzít.  Előtte Angliába ment, hogy ugyanazokkal a dalszerzőkkel dolgozzon, akik James Morrison első albumán dolgoztak. Közelgő albumának első kislemeze a So Incredible volt, amely a 6. helyen végzett. Az Incredible album végül 2008. október 17-én jelent meg, és a platinalemez minősítést kevesebb, mint egy hónap alatt érte el. Végül ötszörös platinaalbum lett. Következő kislemeze, a Miracle lett addigi legnagyobb slágere, amivel a holland Top 40 legfelső csúcsát érte el. Ez a Menyasszony repülése című holland film címadó dala volt, kifejezetten erre írták. A harmadik kislemez, a Puzzle Me az ötödik helyen, a We're Alright pedig a huszonegyedik helyen végzett, annak ellenére, hogy kislemezként kiadásra nem került.
Egy újabb élő album kiadása után Ilse új anyag kidolgozásába fogorr. A Next To Me kislemez 2010 júliusában került a közönség elé, és a kilencedik helyezést érte el. Első EP-je, a Next To Me 2010. augusztus 27-én debütált. Az album mindössze nyolc számot tartalmazott, Ilse kifejtette, hogy "...gyakrabban szeretett volna új zenét megjelentetni, de a sűrű turnézási menetrend és a szerződéses kötöttség miatt nem volt ideje teljes album rögzítésére".  A második kislemez, a Beautiful Distraction a 18. helyen, a harmadik kislemez pedig a Carousel a 32. helyen végzett. 2011 elején a Next To Me kétszeres platina minősítést kapott.

### 2011–2012: Polcra került album: DoLuv2LuvUésEye of the Hurricane

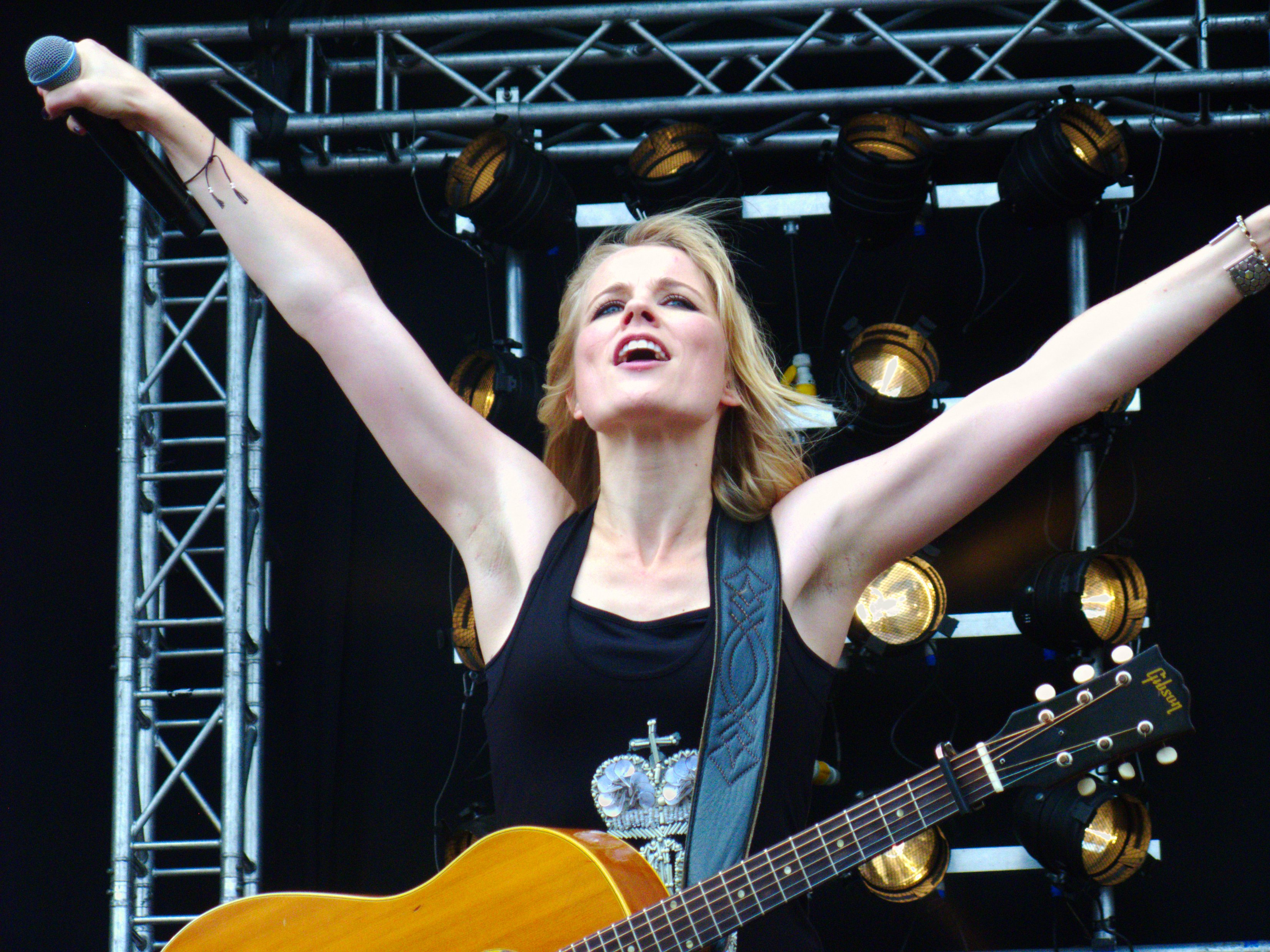
Ilse DeLange a 2011-es Zwarte Cross Fesztiválon

2011 novemberében DeLange kiadta új kislemezét, a DoLuv2LuvU-t . Ez a dal a Serious Request 2011 főcímdala volt, ami egy nagy jótékonysági esemény, amelyet a holland 3FM rádióállomás évente rendez. A kislemez reklámozása közben DeLange értesült róla, hogy apja gyógyíthatatlan beteg.  Ilse azonnal leállított mindenféle promóciót, és elhalasztotta új albuma, DoLuv2LuvU rögzítési folyamatát is. Bár a dalt nem népszerűsítették, mégis tizennegyedik helyen szerepelt a holland listákon. Egy nappal apja halála után, 2012. január 10-én a Twitteren közzétette Nélküled című dalának akusztikus változatát, amely a 2007-es élő albumán is szerepelt. Még ugyanabban az évben Ilse felfedte, hogy a DoLuv2LuvU albuma a polcra került, és elkezdett egy új albumon dolgozni. Ennek az volt az oka, hogy apja halála után már nem érezte az album flow-érzését.  Nem zárja ki annak lehetőségét, hogy ennek ellenére az album a jövőben megjelenjen. 2012 júniusában megjelent második albumának első kislemeze, a Hurricane. A Hurricane huszonharmadik helyen végzett a holland Top 40 -ben. Hetedik albuma Eye of the Hurricane 2012. szeptember 14-én jelent meg, és néhány hét alatt platinalemezzé vált. A második kislemeze, a Winter of Love a 20., a harmadik, a We Are One pedig a 33. helyre törte fel magát.

### 2013–jelenleg:The Voice of Holland,The Common LinnetsésNashville

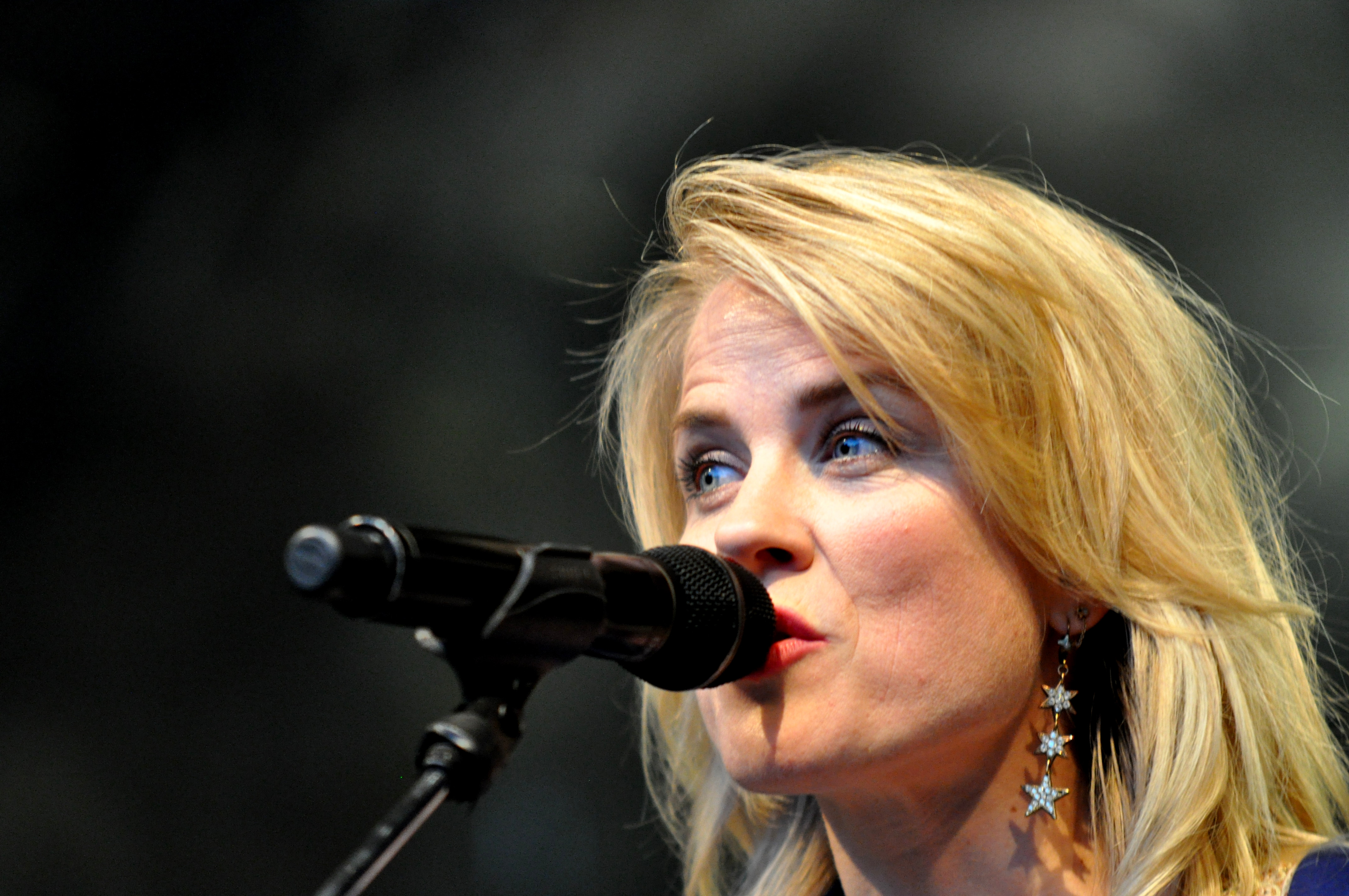
Ilse DeLange 2017

2013-ban DeLange került Nick &amp; Simon helyére a The Voice of Holland  mentoraként a negyedik szezonban Marco Borsato, Trijntje Oosterhuis és Ali B mellett (aki Roel van Velzen helyére állt). Amikor az élő műsorok elkezdődtek, DeLange második válogatásalbumát is kiadta After The Hurricane címmel. Az első, a Blue Bittersweet kislemez a "Het Diner" ("Vacsora") című holland film filmzenéje volt, és a nyolcadik helyre került.
DeLange képviselte Hollandiát, Waylon énekessel a The Common Linnets énekeseként a 2014-es Eurovíziós Dalfesztiválon Koppenhágában, Dániában. A győztes osztrák Conchita Wurst után a második helyet szerezték meg. Augusztusban az ötödik évad mentoraként tért vissza a The Voice of Holland című műsorba. 2015. január 15-én bejelentették, hogy DeLange-et a The Voice of Holland hatodik évadának mentoraként Sanne Hans Miss Montreal énekesnő váltja. DeLange úgy döntött, hogy több időt szeretne fordítani nemzetközi karrierjére a The Common Linnetssel.  Azonban hamarosan bejelentették, hogy ő lesz a The Voice Kids ötödik évadának új mentora, aki Angela Groothuizen helyére lép.
2017. december 7-én kiderült, hogy DeLange  az ABC / CMT musical-drámasorozat utolsó évadában, a Nashville-ben kap visszatérő szerepet. 
2018-ban DeLange a The Voice Senior mentora is volt.
DeLange a 2019-es Eurovíziós Dalfesztivál holland delegációját képviselte Duncan Laurence művészeti tanácsadójaként, akit a The Voice of Holland ötödik évadában mentorált. Laurence a verseny győztese lett.
2021-ben DeLange a Let's Dance német táncversenysorozat tizennegyedik évadában vett részt, Loiza Lamers, Sylvie Meis, Marijke Amado és Bastiaan Ragas versenyzőinek nyomdokába lépve. Május 3-án azonban lábsérülésre hivatkozva visszalépett a versenytől. 

## Lemezei
- World of Hurt (1998)
- Dear John! (1999)
- Livin' on Love (2000)
- Clean Up (2003)
- The Great Escape (2006)
- Incredible (2008)
- Next to Me (2010)
- Eye of the Hurricane (2012)
- The Common Linnets (2014) és The Common Linnets
- II (2015) a The Common Linnets-szel
- Ilse DeLange (2018)
- Gravel & Dust (2019)
- Changes (2020)

## Díjai
| Év                                | Kategória                            | Műfaj     | Felvétel         |
| --------------------------------- | ------------------------------------ | --------- | ---------------- |
| A Country Music Association díjai |                                      |           |                  |
| 2020                              | Jeff Walker Global Achievement Award | Ország    | N/A              |
| TMF díjak                         |                                      |           |                  |
| 1999                              | Legjobb új előadó                    | Általános | N/A              |
| 2006                              | Legjobb album                        | Pop       | The Great Escape |
| Edison-díjak                      |                                      |           |                  |
| 1998                              | Legjobb énekesnő                     | Pop       | World of Hurt    |
| 2001                              | Az év legjobb előadója               | Pop       | Livin' on Love   |
| 2001                              | Legjobb énekesnő                     | Pop       | Livin' on Love   |
| 2004                              | Clean Up                             | Pop       |                  |
| 2009                              | Hihetetlen                           | Pop       |                  |
| 3FM díjak                         |                                      |           |                  |
| 2009                              | Legjobb dal                          | Pop       | Incredible       |
| 2009                              | Legjobb album                        | Pop       | Incredible       |
| 2009                              | Legjobb énekesnő                     | Pop       | Incredible       |
| 2010                              | Legjobb Művész                       | Pop       | Incredible       |
| 2013                              | Legjobb énekesnő                     | Pop       |                  |

## Fordítás
- Ez a szócikk részben vagy egészben  az   Ilse DeLange című angol Wikipédia-szócikk ezen változatának fordításán alapul.  Az eredeti cikk szerkesztőit annak laptörténete sorolja fel. Ez a jelzés csupán a megfogalmazás eredetét és a szerzői jogokat jelzi, nem szolgál a cikkben szereplő információk forrásmegjelöléseként.